# Predov krst
Predov krst (Servisch cyrillisch Предов крст) is een plaats in de Servische gemeente Bajina Bašta. De plaats telt inwoners ().